# قوانین برق‌کافت فاراده

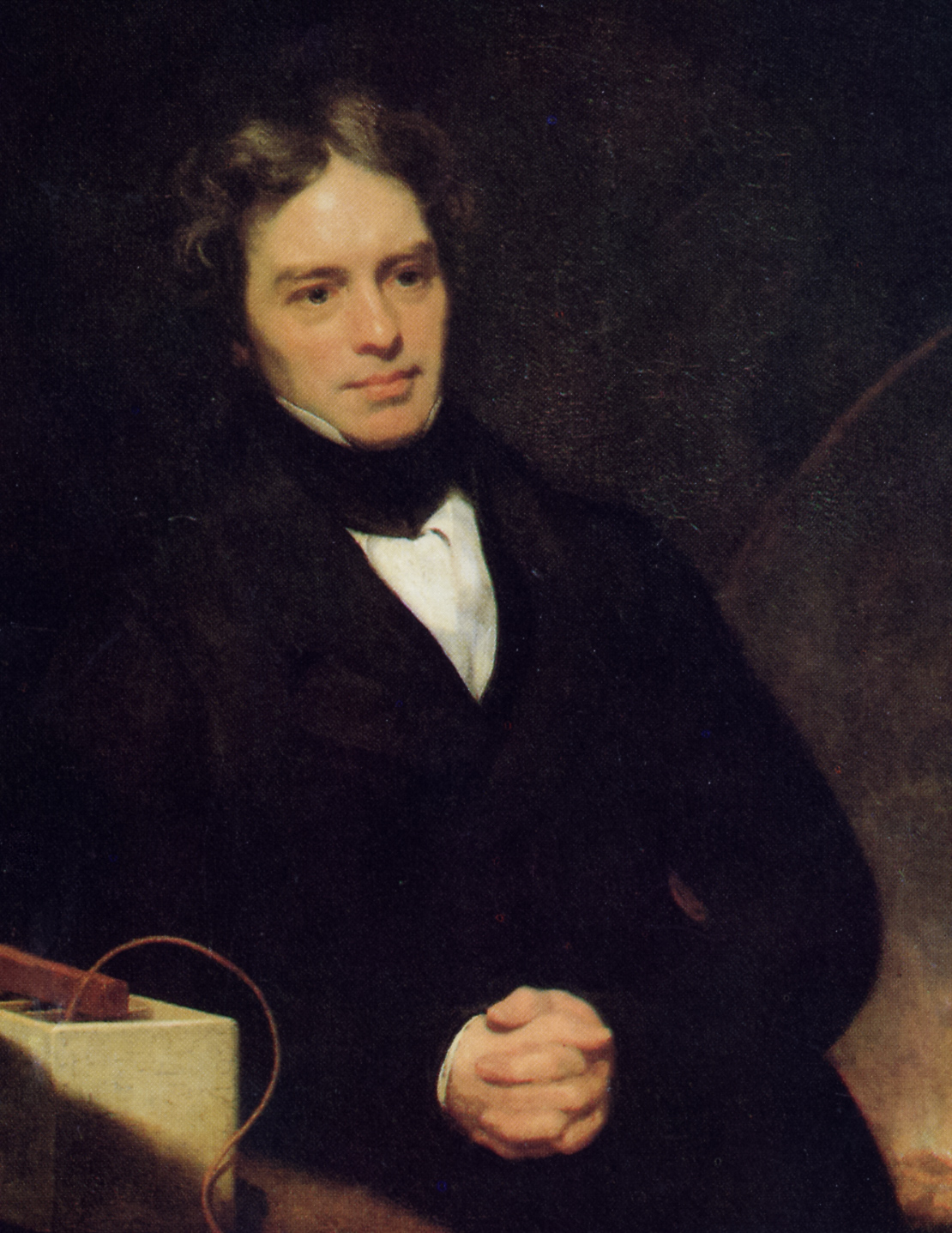
نقاشی چهره مایکل فاراده توسط توماس فیلیپس ۱۸۴۱-۱۸۴۲

قوانین برق‌کافت فاراده یا قوانین الکترولیز فاراده روابط کمی هستند که برپایه پژوهش‌های الکتروشیمیایی در سال ۱۸۳۴ توسط مایکل فاراده منتشر شدند.

## قوانین
نسخه‌های متعددی از این قوانین را می‌توان در کتاب‌های مختلف و متون علمی یافت اما معمول‌ترین بیان قوانین شبیه به زیر است :
- قانون نخست برق‌کافت فاراده - «جرم ماده تغییریافته در یک الکترود در حین برق‌کافت (الکترولیز) ارتباط مستقیمی با مقدار الکتریسیته منتقل‌شده در آن الکترود دارد. منظور از مقدار الکتریسیته، مقدار بار الکتریکی است که معمولاً بر حسب کولن اندازه‌گیری می‌شود.»
- قانون دوم برق‌کافت فاراده - «برای یک مقدار معین از الکتریسیته مستقیم (بار الکتریکی)، جرم ماده عنصری تغییریافته در یک الکترود، ارتباط مستقیمی با وزن معادل آن عنصر دارد.» وزن معادل یک ماده برابر با جرم مولی تقسیم بر میزان تغییر عدد اکسایش آن در نتیجه برق‌کافت است (اغلب برابر با بار یا ظرفیت آن است)

## شکل ریاضی
قانون فاراده را می‌توان بدین صورت خلاصه نمود
{\displaystyle m\ =\ \left({Q \over F}\right)\left({M \over z}\right)}
در رابطۀ بالا:
- m جرم ماده آزاد شده در یک الکترود بر حسب گرم است
- Q کل بار الکتریکی است که از ماده گذشته‌است.
- F=96485 ثابت فاراده است
- M جرم مولی ماده است
- z عدد ظرفیتی یونهای ماده است (الکترون‌ها منتقل‌شده به ازای هر یون)

توجه کنید که M/z همان وزن معادل ماده تغییریافته است.
برای قانون نخست فاراده، M، F و z ثابت هستند، پس هرچه مقدار Q بزرگتر باشد، m نیز بیشتر خواهد بود.
در قانون دوم فاراده، Q، F و z ثابت هستند،پس هر چه مقدار M/z (وزن معادل) بیشتر باشد m نیز بزرگتر خواهد بود.
در مورد ساده‌شده برق‌کافت با جریان ثابت {\displaystyle Q=It} نتیجه می‌دهد:
{\displaystyle m\ =\ \left({It \over F}\right)\left({M \over z}\right)}
و سپس:
{\displaystyle n\ =\ \left({It \over F}\right)\left({1 \over z}\right)}
که :
- n مقدار ماده (تعداد مول‌ها) آزادشده است : n = m/M
- t کل زمانی است که جریان ثابت اعمال شده‌است.

در مورد پیچیده‌تر جریان متغیر، بار کل Q برابر است با انتگرال معین I({\displaystyle \tau }) روی زمان {\displaystyle \tau }:
{\displaystyle Q=\int _{0}^{t}I(\tau )\ d\tau }
در اینجا t کل زمان برق‌کافت است.